# メディックメディア
メディックメディア（英語: MEDIC MEDIA CO.,LTD）は、医学系書籍の出版事業、および教育コンテンツの制作・サービス開発・運営を営む日本の企業である。1979年（昭和54年）創立。「紀伊國屋書店 2020年出版社別売上げランキング上位100社」で34位。

## 概要
麻酔科医の岡庭豊が医師国家試験向けの問題集を発行し、後に自宅を本社として株式会社メディックメディアを創立。
医学、看護学、薬学、栄養学などの専門書を刊行しており、それらの多くが「日販医書センター 医学書総合ランキング 年間ベスト100」にランクインするベストセラーとなっている。
岡庭の「書籍にとらわれない参考書づくりを」との信念から、社名に「出版」ではなく「メディア」を冠している。2011年以降、自社書籍の電子化を随時行っており、2019年からは医学部学生を対象とした動画サービスを開始した。

## 主な出版物

### イヤーノート
医師国家試験対策の参考書。1991年に第1版を発行し、発刊3年目にして医学部学生のほぼ100％のシェアを取った。最新の医師国家試験の内容検討をもとに毎年改訂が行われており、2021年3月には第31版が発行されている。2018年にはグッドデザイン賞を受賞した。
従来の参考書のような診療科目別ではなく、内科・外科分野が統合され、病態生理・症状・検査・治療が各疾患ごとに関係づけてまとめられている点が特徴である。
2014年より「イヤーノートアプリ」のサービスが開始された。

### 『病気がみえる』シリーズ
医療関係者を対象とした、疾患別のビジュアルテキスト。2001年に『病気がみえる vol.1 消化器』が発売されて以降、2023年現在『病気がみえる vol.15 小児科』まで計15巻が発行されている。
「チーム医療を担う医療人共通のテキスト」をコンセプトに、医師や看護師だけでなく、薬剤師や管理栄養士、医学生、看護学生など幅広い医療関係者が対象とされている。
多数のカラーイラストを主軸に構成されている点が特徴である。各疾患ごとに、冒頭で全体像や「症状→検査→診断→治療」といった大きな流れを提示し、その後に、個別のテーマをクローズアップして解説していくという構成をとる。
比較的単価の高い医学書の中で、当時としては破格の税込2,500円という安さで第1巻を発売し、2001年だけで6,000部超を売り上げた。日本出版販売株式会社による在庫センター医書係年間ベスト（2018年12月〜2019年11月）では、上位30冊のうち8冊を『病気がみえる』シリーズが占めており、累計発行部数は470万部を突破している。
その他「みえるシリーズ」として、『看護がみえる』『薬がみえる』『診療と手技がみえる』『公衆衛生がみえる』などの類書も発行されている。2016年からは「病気がみえるアプリ」シリーズのサービスも開始された。

## エピソード
岡庭は1980年代の終わりまでは医師と出版業を両立させていたが、出版業の社会への貢献度の大きさを実感し、「医師の資格を出版分野に役立てる」ことを決心し、出版業に集中することを決断した。
岡庭は「医師になるには学ぶことが山のようにあるので、良い本を作れば必ず買ってもらえる。収益は次の企画に投入し、より良い本を作って世に出す」という信念を持っている。製作原価を考えずに先に岡庭が書籍の値段を決めている。